# 印度教徒報
《印度教徒报》，也译《印度报》、《印度人报》、《教徒报》、《兴都报》等，印度重要的英語日報，1878年創刊，初時是每周出版一次，1889年改為每日出版。
《印度教徒报》广泛流通于印度南部。2012年「印度讀者調查」（Indian Readership Survey）显示，该报約有220萬讀者，是印度讀者人數第三多的英文報章。该报是印度发行量最大的英文报纸。

## 外部連結
- 《印度教徒报》網站（页面存档备份，存于） （英文）
- 《印度教徒报》電子報（页面存档备份，存于） （英文）